# Miss Nicaragua 2020
La 38.ª edición de Miss Nicaragua, correspondiente al año 2020, se llevó a cabo el 8 de agosto de 2020 en el Holiday Inn Convention Center. Las 8 mujeres de diferentes partes del país compitieron por el título y la corona. Al final del evento Inés López Sevilla, Miss Nicaragua 2019 de Managua coronó a su sucesora Ana Marcelo de Estelí, quién representó a Nicaragua en Miss Universo 2020 colocándose en el Top 21.

## Historia
El 18 de febrero de 2020, La organización anuncia a través de rueda de prensa la convocatoria oficial rumbo a Miss Nicaragua 2020, invitando a las jóvenes que cumplen con los requisitos a inscribirse en el sitio web del certamen, se anunció que las inscripciones finalizaban el 12 de marzo y el casting final se realizó el 13 de marzo.
Se realizaría el día 10 de mayo de 2020 en el Real Intercontinental Metrocentro; pero debido a la pandemia que azota al país, la fecha de elección y coronación se pospuso al 21 de junio, esto si el impacto de la pandemia es menor y permite realizar en esa fecha dicho certamen; La 38.ª edición de Miss Nicaragua es la segunda en la que se coronará a la reina fuera del Teatro Nacional Ruben Dario, como era tradición.
El evento al final fue transmitido por redes sociales oficiales y en simultáneo con la señal en vivo de VosTV. Realizado en el Holiday Inn Convention Center el 8 de agosto de 2020.

### Impacto de la pandemia de COVID-19
La fecha de la presentación oficial de candidatas a Miss Nicaragua 2020 se habría realizado el 27 de marzo en el Real Intercontinental Metrocentro, pero debido a la pandemia de COVID-19 y por seguridad de las delegadas y fanáticos fue pospuesta al 3 de abril, en donde se presentaron a las 8 delegadas en cortos vídeos pregrabados; El evento final también fue pospuesto, ya que estaba previsto a celebrarse el 10 de mayo, la señora Karen Celebertti, directora de Miss Nicaragua comento en un Instagram Live que la nueva fecha de coronación estaría prevista para el domingo 21 de junio de 2020. 
Luego de posponer la fecha de la coronación de Miss Nicaragua 2020 para el 21 de junio, la organización Miss Nicaragua decidió nuevamente cambiar la agenda completa del certamen, la pandemia de COVID-19 ha afectado significativamente al país, por lo que se deben de tomar medidas y decisiones necesarias en dicha situación, se canceló el contrato para transmitir la coronación en VosTV, se decidió transmitir únicamente a través de la cuenta oficial de Facebook de la organización; el hotel sede también canceló contrato con la organización esto debido a que el certamen estaría previsto ha realizarse sin público, esto conlleva no tener los fondos suficientes para cumplir con el pago del contrato del Real Intercontinental Metrocentro.

## Jurados
- Grethel Gurdián - Coach fitness y empresaria
- Ana Mariel López Lacayo - Gerente de marcas Procter & Gamble
- Luis Báez - Embajador global de Flor de caña
- Nubia Granja - Directora de desarrollo profesional de Keiser University
- Luviana Torres - Primera finalista de Miss Nicaragua 2013

## Resultados
| Título              | Candidata                       |
| ------------------- | ------------------------------- |
| Miss Nicaragua 2020 | - Estelí - Ana Marcelo          |
| Primera Finalista   | - Chontales - Geyssell García   |
| Segunda Finalista   | - Chinandega - Cindy Bustamante |
| Tercera Finalista   | - Siuna - Magdalena Jarquín     |

## Candidatas
8 candidatas compitieron por el título y corona de Miss Nicaragua 2020. Se trató del certamen con menos concursantes hasta la fecha.
| Departamento o Municipio | Candidata             | Edad | Ciudad         |
| ------------------------ | --------------------- | ---- | -------------- |
| Carazo                   | Leyani Luna Ruiz      | 23   | Diriamba       |
| Chinandega               | Cindy Bustamante      | 24   | Chichigalpa    |
| Chontales                | Geyssell García       | 25   | Santo Tomás    |
| Costa Caribe Norte       | Magdalena Jarquín     | 26   | Siuna          |
| Estelí                   | Ana Marcelo           | 23   | Corinto        |
| León                     | Jeniffer Cáceres      | 26   | León           |
| Managua                  | Ana Silva Toledo      | 27   | Ciudad Sandino |
| Managua                  | Tamara Elizabeth Ríos | 26   | Managua        |